# Ext3
ext3 (ang. Third Extended File System) – system plików oparty na systemie ext2. Jest to domyślny system plików w większości dystrybucji systemu Linux opartych na jądrze od 2.4 do 2.6.

## Księgowanie
System plików ext3 jest rozszerzeniem ext2 i różni się od niego dodanym mechanizmem księgowania – dokładnego zapisu zmian na dysku, który w razie awarii systemu umożliwia szybsze przywrócenie spójności systemu plików niż w przypadku ext2. Poza mechanizmem księgowania system plików ext3 różni się od ext2 brakiem możliwości odzyskania skasowanych plików.
W odróżnieniu od większości innych systemów z księgowaniem, system ext3 daje do wyboru trzy tryby księgowania:
- w trybie najbezpieczniejszym księgowane są zarówno metadane, jak i zwykłe dane;
- w trybie domyślnym księgowane są tylko metadane;
- istnieje jeszcze jeden tryb, w którym również księgowane są tylko metadane, ale jest mniej bezpieczny, ponieważ pozwala na modyfikację danych objętych metadanymi niezapisanymi jeszcze na dysk.

## Konwersja
System plików ext2 może być w prosty sposób przekształcony do systemu ext3 i odwrotnie. Konwersja systemu plików z ext2 do ext3 polega na dodaniu pliku dziennika. Z tego względu nie jest konieczne tworzenie kopii zapasowej konwertowanych partycji. Konwersję w dowolną stronę można przeprowadzić bezpośrednio po prawidłowym odmontowaniu systemu plików, np. dla pierwszej partycji pierwszego dysku:
- z ext2 na ext3

poleceniem:
```
tune2fs -j /dev/hda1
```

i zmieniając odpowiadający jej wpis w pliku fstab z ext2 na ext3
- z ext3 na ext2

zmieniając odpowiadający jej wpis w pliku fstab z ext3 na ext2
i poleceniami:
```
tune2fs -O ^has_journal /dev/hda1
e2fsck /dev/hda1
```

System plików ext3 jest w pełni kompatybilny wstecz. Mogą z niego korzystać programy napisane dla ext2 (np. program rozruchowy GRUB).

## Limity
| Wielkość bloku | Maksymalna wielkość pliku | Maksymalna wielkość partycji |
| -------------- | ------------------------- | ---------------------------- |
| 1 KiB          | 16 GiB                    | 2 TiB                        |
| 2 KiB          | 256 GiB                   | 8 TiB                        |
| 4 KiB          | 2 TiB                     | 16 TiB                       |
| 8 KiB          | 2 TiB                     | 32 TiB                       |

Innym ważnym ograniczeniem jest maksymalna liczba podkatalogów w jednym katalogu, których może być 31998.

## Zalety
- Prosta implementacja
- Znikoma fragmentacja plików
- Małe obciążenie procesora w porównaniu z ReiserFS i XFS
- Kompatybilność z ext2.

## Wady
- Ze względu na zerowanie wskaźników do węzłów usuniętych plików, w systemie ext3 jest bardzo utrudnione odzyskanie skasowanych plików (w przeciwieństwie do ext2).
- Zmiana wielkości partycji bez utraty danych możliwa jedynie po odmontowaniu i zamianie na ext2 – zmianę wielkości pracującej partycji umożliwia ReiserFS.
- Dla danych dostępna niepełna powierzchnia dysku.
- Ograniczona wielkość partycji do 32 TiB – pół miliona razy większą wielkość partycji (do 16 EiB) zapewnia XFS.